# Letzte Generation

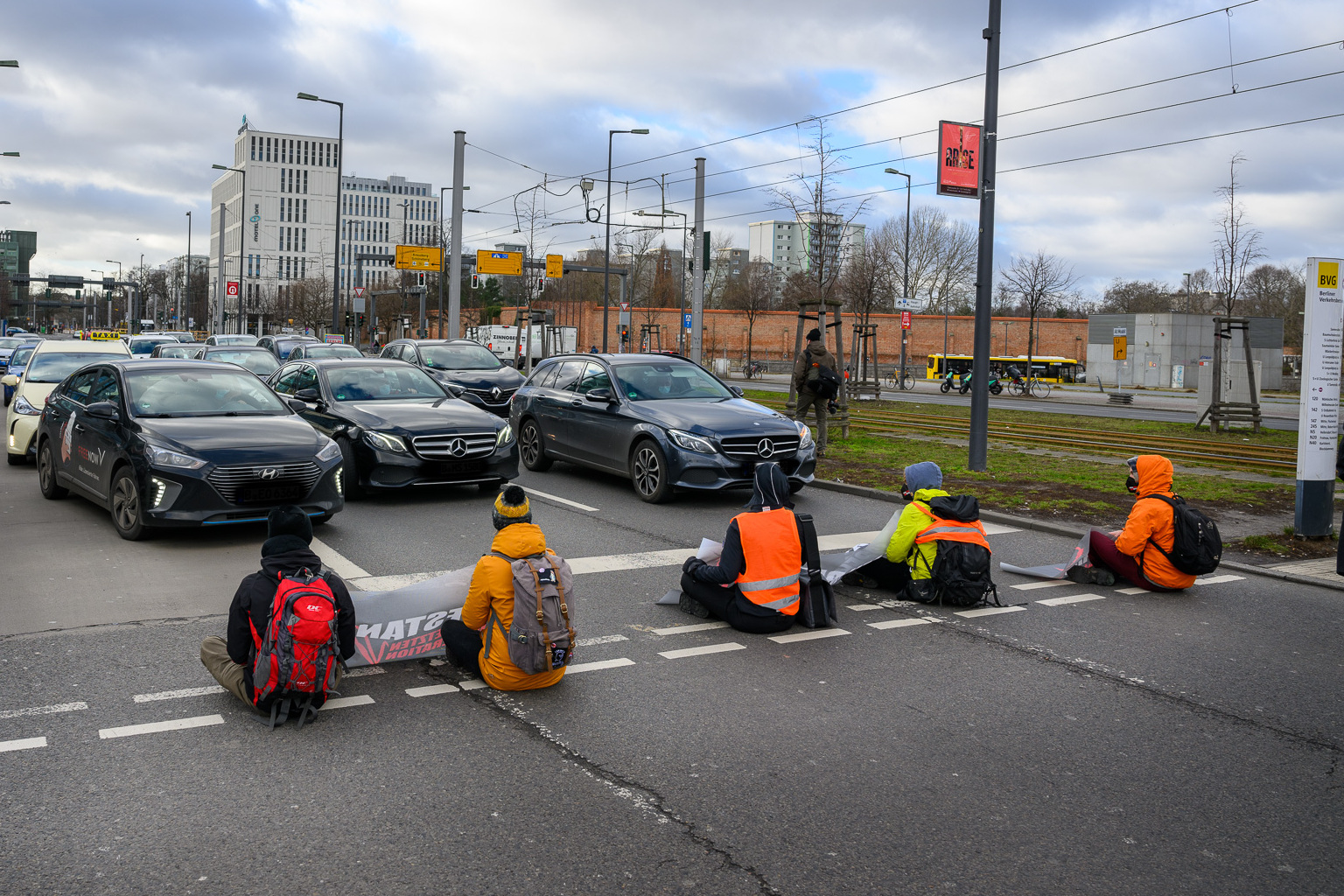
Wegblokkade bij het centraal station van Berlijn (2022)

De Letzte Generation (Duits voor "Laatste Generatie") is een vereniging van klimaatactivisten in Duitsland en Oostenrijk. Het doel is om burgerlijke ongehoorzaamheid te gebruiken om regeringen te dwingen maatregelen te nemen om te voldoen aan het Akkoord van Parijs en de 1,5 graaddoelstelling. De groep ontstond in 2021 uit deelnemers aan de hongerstaking van de laatste generatie. De activisten omschrijven de acties die begin 2022 begonnen als een opstand van de laatste generatie, omdat er naar hun mening het risico bestaat dat omslagpunten in het klimaatsysteem van de aarde worden overschreden en zij tot de laatste generatie behoren, die nog in staat zijn om "misschien de volledige ineenstorting van de aarde te stoppen." 
De groep trekt vooral de aandacht omdat de activisten zich bij veel acties op straat vastkleven en het verkeer blokkeren. Ook halen de activisten het nieuws door gebouwen met oranje verf te besproeien. Deze vormen van protest worden grotendeels door het publiek afgewezen. In Duitsland worden activisten regelmatig veroordeeld voor strafbare feiten, vooral voor dwang, maar er vindt ook vrijspraak plaats. Bij veroordelingen werden in de meeste gevallen boetes en soms zelfs gevangenisstraffen opgelegd.